# Robert George Conway Poole
Robert George Conway Poole, britanski general, * 1902, † 1964.